# 3345 Tarkovskij
3345 Tarkovskij је астероид главног астероидног појаса. Приближан пречник астероида је 24,25 ,
а средња удаљеност астероида од Сунца износи 2,472 астрономских јединица (АЈ).
Инклинација (нагиб) орбите у односу на раван еклиптике је 15,849 степени, а орбитални период износи 1419,976 дана (3,887 године). Ексцентрицитет орбите астероида износи 0,189.
Апсолутна магнитуда астероида износи 11,60 а геометријски албедо 0,068.
Астероид је откривен 23. децембра 1982. године.